# Кайзер, Вальтер
Ва́льтер Ка́йзер (нем. Walter Kaiser; 2 ноября 1907, Нойвид — 25 февраля 1982, Ренн) — немецкий футболист, нападающий. Всю свою карьеру провёл во французском клубе «Ренн», где считается одним из первых выдающихся игроков. Лучший бомбардир первого розыгрыша чемпионата Франции.

## Клубная карьера
Вальтер Кайзер начинал карьеру в скромном немецком клубе «Нойвид». В 1930 году он принял участие в международном матче университетских сборных. Одним из игроков команды-соперника был Адольф Туффе, выступавший на тот момент в «Ренне». Впечатлённый бомбардирскими способностями молодого нападающего, он предложил Кайзеру перебраться во французский клуб.
В течение двух лет после перехода Кайзер играл только в товарищеских матчах, так как многие французские клубы (включая «Ренн») объявили бойкот французскому чемпионату. За это время нападающий сыграл в 56 матчах, забив 94 гола. Наконец, в 1932 году «Ренн» получил статус профессионального клуба и принял участие в первом розыгрыше чемпионата Франции. Кайзер был лидером атак своей команды. Именно ему принадлежит дебютный гол «Ренна» в Первом дивизионе, который нападающий забил 11 сентября 1932 года в матче против команды «Мец». К концу сезона Вальтер Кайзер, имея на счету 15 голов, стал лучшим бомбардиром чемпионата, разделив этот титул с игроком «Клёб Франсе» Робером Мерсье. Несмотря на личные успехи нападающего, его клуб занял лишь шестое место в таблице.
В двух следующих сезонах Кайзер забил в рамках чемпионата 13 и 9 мячей соответственно; стабильная игра форварда позволила ему получить вызов в сборную Бретани. Сезон 1934/35 складывался для «Ренна» относительно удачно, поскольку клуб сумел дойти до финала Кубка Франции. Однако в полуфинальном матче против команды «Фив» Кайзер получил тяжёлую травму — перелом лодыжки (ранее он открыл счёт в этом матче, и «Ренн» в итоге победил со счётом 3:0). Травма потребовала многих месяцев лечения и восстановления. Кайзер пропустил финал Кубка, в котором ослабленный «Ренн» был разгромлен марсельским «Олимпиком» со счётом 0:3.
В течение сезона 1936/37 Кайзер исполнял обязанности ассистента главного тренера «Ренна» Жана Батмаля, затем стал клубным секретарём. В сезонах 1936/37 и 1937/38 нападающий пытался вернуться на поле, но последствия травмы фактически положили конец его карьере. Последние матчи за «Ренн» Кайзер сыграл в мае 1938 года. Его клуб к тому времени выбыл во Второй дивизион.
Во время Второй мировой войны Кайзер продолжал жить во Франции. Немец по происхождению, он пытался получить французское гражданство, что в условиях немецкой оккупации Франции вызвало к нему недоверие и подозрительное отношение. Лишь в 1957 году он сумел завершить процедуру натурализации.
В последующие годы Вальтер Кайзер проживал в Ренне.
Скончался 25 февраля 1982 года в возрасте 74 лет.

## Достижения
- Лучший бомбардир чемпионата Франции: 1933[1]

## Статистика выступлений
| Клуб             | Сезон            | Лига | Лига | Кубок Франции | Кубок Франции | Итого | Итого |
| Клуб             | Сезон            | Игры | Голы | Игры          | Голы          | Игры  | Голы  |
| ---------------- | ---------------- | ---- | ---- | ------------- | ------------- | ----- | ----- |
| Ренн             | 1932/33          | 17   | 15   | 6             | 7             | 23    | 22    |
| Ренн             | 1933/34          | 22   | 13   | 5             | 1             | 27    | 14    |
| Ренн             | 1934/35          | 14   | 9    | 5             | 3             | 19    | 12    |
| Ренн             | 1935/36          | 0    | 0    | 0             | 0             | 0     | 0     |
| Ренн             | 1936/37          | 6    | 0    | 2             | 0             | 8     | 0     |
| Ренн             | 1937/38          | 16   | 4    | 0             | 0             | 16    | 4     |
| Всего за карьеру | Всего за карьеру | 75   | 41   | 18            | 11            | 93    | 52    |

Источники:
- Walter Kaiser (фр.). Pari-et-gagne.com. Дата обращения: 27 августа 2015.
- Walter Kaiser (фр.). Stade Rennais Online. Дата обращения: 27 августа 2015.